# Jean de Vienne

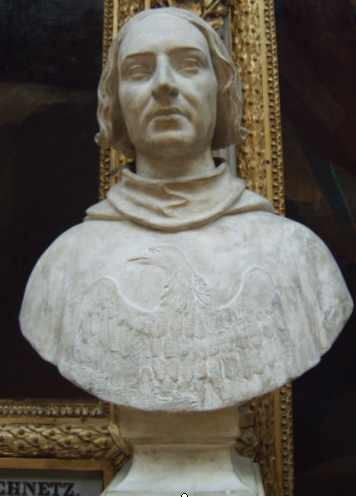
Busto di Jean de Vienne a Versailles

Jean de Vienne (Dole, 1341 – Nicopoli, 25 settembre 1396) è stato un cavaliere medievale, ammiraglio e generale francese, che fu Ammiraglio di Francia durante la Guerra dei cent'anni.

## La vita
Jean de Vienne nacque nel 1341 da Guillaume II de Vienne (1305 circa-1360) e Claudine (o Marguerite) de Chaudenay (1315 circa-1349), la famiglia era di origine nobile ed antica ed oltre a lui vi erano altri tre fratelli e quattro sorelle. Jean rimase orfano di madre ancora bambino e quando ebbe diciannove anni perse anche il padre, qualche anno prima, nel 1356, si era sposato con Jeanne d'Oiselet da cui ebbe due figli, Guillame e Philippe.
All'età di diciannove anni divenne cavaliere e all'età di ventiquattro divenne Capitano generale per la Franca Contea fino a che nel 1373 Carlo V di Francia lo nominò Ammiraglio di Francia. Sotto questo incarico Jean riorganizzò la flotta, iniziò un programma di costruzione, organizzò un vero e proprio servizio di sorveglianza delle coste e distribuì licenze per la costruzione e vendita delle navi.
Fra il 1381 e il 1385 Jean combatté contro i fiamminghi e la battaglia più nota fu quella di Roosebeke del 1382. Consapevole del fatto che il solo modo di far male davvero all'Inghilterra era colpirla via mare condusse diverse spedizioni sui porti della costa meridionale e nel 1385 condusse in Scozia una flotta ingente con lo scopo di attraccare e invadere il paese da nord, ma l'impresa finì malamente.
Quando al trono salì Carlo VI di Francia il ruolo di Jean andò scemando giacché il nuovo re non nutriva gli stessi interessi del padre circa la sfera navale, deluso egli partecipò alla crociata di Mahdia, guidata da Sigismondo di Lussemburgo. Fu uno dei primi quattordici nobili cavalieri insigniti dal Conte Amedeo VI di Savoia dell'Ordine Supremo della Santissima Annunziata.
Jean morì alla Battaglia di Nicopoli il 25 settembre 1396.

## Intitolazioni
Diverse navi della Marina francese hanno portato il suo nome, tra cui si ricordano:
- l'incrociatore Jean de Vienne della classe La Galissonnière
- la fregata Jean de Vienne della classe Georges Leygues